# Premio TVyNovelas a la mejor telenovela

 (срп. Наградa ТВ и новелас за најбољу теленовелу) део је наградa ТВ и новелас, која је најважнија награда у свету теленовела.

## Рекорди у категорији
- Продуцент са највише освојених награда: Карла Естрада са освојених 8 награда.
- Продуцент са највише номинација: Ернесто Алонсо са 17 номинација.
- Продуцент са највише номинација (ниједну није освојио): Анхели Несма Медина са 7 номинација.
- Теленовела са највише освојених награда:  и .
- Теленовела са највише номинација: Vivir un poco са 14 номинација.
- Теленовела са највише номинација (ниједну није освојила):  са 13 номинација.
- Римејкови који су освојили награду најбоље теленовеле: Bodas de odio (1983)  (2003).

## Награђене теленовеле
| Година | Теленовела | Продуцент                              |
| ------ | ---------- | -------------------------------------- |
| 1983.  |            | Ернесто Алонсо                         |
| 1984.  |            | Ернесто Алонсо                         |
| 1985.  |            | Ернесто Алонсо                         |
| 1986.  |            | Валентин Пимстејн                      |
| 1987.  |            | Карлос Тељез                           |
| 1988.  |            | Карла Естрада                          |
| 1989.  |            | Карла Естрада                          |
| 1990.  |            | Луси Ороско Хуан Осорио                |
| 1991.  |            | Луис де Љано Маседо                    |
| 1992.  |            | Карлос Сотомајор                       |
| 1993.  |            | Карла Естрада                          |
| 1994.  |            | Хосе Рендон                            |
| 1995.  |            | Карлос Сотомајор                       |
| 1996.  |            | Карла Естрада                          |
| 1997.  |            | Кристијан Бах Умберто Зурита           |
| 1998.  |            | Салвадор Мехија Алехандре              |
| 1999.  |            | Карла Естрада                          |
| 2000.  |            | Ернесто Алонсо                         |
| 2001.  |            | Салвадор Мехија Алехандре              |
| 2002.  |            | Карла Естрада                          |
| 2003.  |            | Ернесто Алонсо                         |
| 2004.  |            | Карла Естрада                          |
| 2005.  |            | Хосе Алберто Кастро                    |
| 2006.  | Alborada   | Карла Естрада                          |
| 2007.  |            | Роси Окампо                            |
| 2008.  |            | Никандро Дијаз Гонзалез                |
| 2009.  |            | Салвадор Мехија Алехандре              |
| 2010.  |            | Емилио Лароса                          |
| 2011.  |            | Роберто Гомез Фернандез Хисел Гонзелес |
| 2012.  |            | Роси Окампо                            |
| 2013.  |            | Роси Окампо                            |
| 2014.  |            | Никандро Дијаз Гонзалез                |
| 2015.  |            | Хуан Осорио                            |
| 2016.  |            | Хосе Алберто Кастро                    |